# Hinea brasiliana
Hinea brasiliana is een soort zeeslak uit de familie der Planaxidae.

## Kenmerken
H. brasiliana wordt maximaal 21,5 mm lang. Hij heeft een stevige, zware, spiraalvormige schelp die eindigt in een punt. De schelp is wit, maar heeft een dikke, bruingele periostracum die deels geërodeerd is op de punt.
De slak is bioluminescent, wat betekent dat de soort zelf licht kan produceren. Het licht dat de slak uitzendt is blauwgroen en wordt versterkt in de schelp waarna die de kleur uitstraalt. Alleen deze kleur kan door de dikke schelp uitgezonden worden. Mogelijk gebruikt de slak dit als dubbel afweersysteem: een roofdier zou kunnen afgeschrikt worden door de kleur op zich, of als een roofdier hem aanvalt, kan de slak de omgeving wijzen op de aanwezigheid van dit dier. Het roofdier kan dan zelf opgemerkt worden door diens vijanden.

## Leefgebied
De slak komt voor aan de kusten van het zuidoosten van Australië en het noorden van Nieuw-Zeeland. De soort vertoeft tussen rotsen in het intergetijdengebied bij rotsige, woelige kustlijnen. Ze leven in groepjes en zitten op plaatsen die niet in direct contact staan met grote golven. Het is een algemeen voorkomende soort.